# Alois Hába
Alois Hába (ur. 21 czerwca 1893, zm. 18 listopada 1973) – czeski kompozytor, teoretyk muzyki i pedagog.
Znany przede wszystkim jako rzecznik mikrotonowości w muzyce. Początkowo stosował ćwierćtony, następnie dokonał podziału oktawy na 1/6-tony. Na takie mikrointerwały komponował kwartety smyczkowe. Ćwierćtonowa opera Matka, wystawiona w 1931 roku w Monachium, nadała jego poszukiwaniom rozgłosu. Z inspiracji Háby powstały ćwierćtonowe i 1/6-tonowe instrumenty klawiszowe (klawesyn, fortepian, fisharmonia) oraz ćwierćtonowa gitara.